# تونکو
تونکو (به ایتالیایی: Tonco) یک کومونه در ایتالیا است که در استان آسته واقع شده‌است.

## خصوصیات
تونکو ۱۱٫۸ کیلومترمربع مساحت و ۸۹۵ نفر جمعیت دارد و ۲۷۱ متر بالاتر از سطح دریا واقع شده‌است.